# Harbor Hills
Harbor Hills – jednostka osadnicza w Stanach Zjednoczonych, w stanie Ohio, w hrabstwie Licking.